# 12718 Ле Жантіль
12718 Ле Жантіль (12718 Le Gentil) — астероїд головного поясу, відкритий 6 червня 1991 року.
Тіссеранів параметр щодо Юпітера — 3,588.
Названо на честь французького астронома Вільяма Джозефа Ле Жантіля (фр. Guillaume-Joseph Le Gentil, 1725-1792).